# Chionopsyche montana
Chionopsyche montana is een vlinder uit de familie van de spinners (Lasiocampidae). De wetenschappelijke naam  is gepubliceerd in 1909 door Aurivillius.
De soort komt voor in tropisch Afrika.